# Дюгомье (станция метро)
Дюгомье (фр. Dugommier) — станция линии 6 Парижского метрополитена, расположенная в XII округе Парижа. Названа по рю Дюгомье, получившей своё имя в честь Жака-Франсуа Дюгомье, генерала и члена Национального Конвента в 1792—1795 годах.
Рядом со станцией располагаются администрация XII округа и пролегает Променада Планте, разбитая на месте ликвидированной в 1969 году железной дороги от бывшего Бастильского вокзала.

## История
- Станция открылась 1 марта 1909 года в составе оригинального участка линии 6 Пляс д'Итали — Насьон. До 12 июля 1939 года называлась "Шарентон", переименование было произведено во избежание путаницы с расположенной неподалёку станцией линии 8.
- Пассажиропоток по станции по входу в 2011 году, по данным RATP, составил 2 694 014 человек[2]. В 2013 году этот показатель снизился до 2 674 338 пассажиров (202 место по уровню пассажиропотока в Парижском метро)[3].

## Галерея

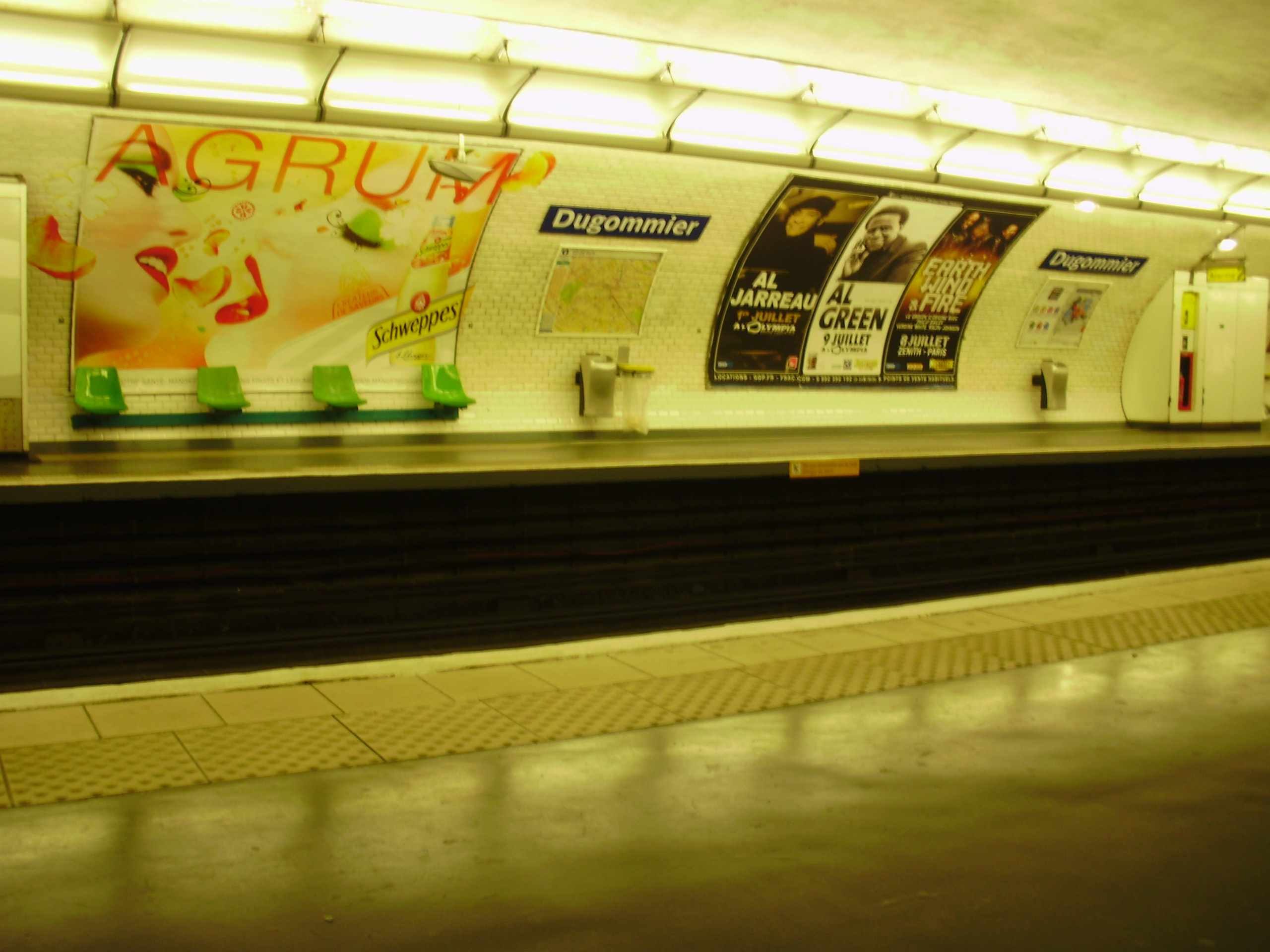